# Стефан Киков
Стефан Киков – български футболист, защитник.

## Биография
Стефан Киков е роден на 13 февруари 1982 г. в Пловдив. Израства в град Раковски.

### Спортна кариера
Киков е юноша на Ботев и там прави своя дебют в мъжкия футбол. Той обаче не успява да се пребори за титулярно място в тима и е привлечен в Черно море, където също не успява да се наложи. Все пак Киков стига до Волов, където играе чудесно и е несменяем титуляр. През лятото на 2007 е на крачка от завръщане в родния си клуб Ботев, но след неразбирателство той отива в Сливен. Там той много бързо става много важен за тима и несменяем за отбора.
През лятото на 2010 обаче той напуска Сливен, защото тимът е много зле финансово. Той преминава в Славия, но и там не успява да се наложи и преминава в Брестник. След като тимът се отказва от участие в Б група. Така през септември 2011 Киков най-накрая се завръща в родния си клуб Ботев. Той може да играе на няколко поста, като най-основно играе като централен защитник и дефанзивен халф. Разделя се с родния си клуб през зимата на 2012 година след скандал с помощник-треньора Светльо Петров.
През 2014 г. започва да играе в ФК „Раковски“. След това става и старши треньор на клуба.